# Diopatra hanleyi
Diopatra hanleyi är en ringmaskart som beskrevs av Paxton 1993. Diopatra hanleyi ingår i släktet Diopatra och familjen Onuphidae. Inga underarter finns listade i Catalogue of Life.